# 道後山站
道後山站（日语：／ Dōgoyama eki */?）是位於廣島縣庄原市西城町高尾，屬於西日本旅客鐵道（JR西日本）的藝備線車站。

## 歷史
- 1936年（昭和11年）11月21日 - 三神線 小奴可至備後落合之間開設此站。
  - 當時車站地址為廣島縣比婆郡八鉾村高尾。
- 1937年（昭和12年）7月1日 - 三神線成為藝備線一部分，此站成為藝備線車站。
- 1954年（昭和29年）3月31日 - 隨著西城町（日语：西城町）（第三次）成立，車站地址變為廣島縣比婆郡西城町高尾。
- 1972年（昭和47年）9月1日 - 成為無人車站[1]。
- 1974年（昭和49年） - 當年為最後一年急行列車停車站。
- 1987年（昭和62年）4月1日 - 伴隨國鐵分割民營化，車站由西日本旅客鐵道（JR西日本）營運。
- 2005年（平成17年）3月31日 - 隨著庄原市（第二次）成立，車站地址變為廣島縣庄原市西城町高尾。

## 車站構造

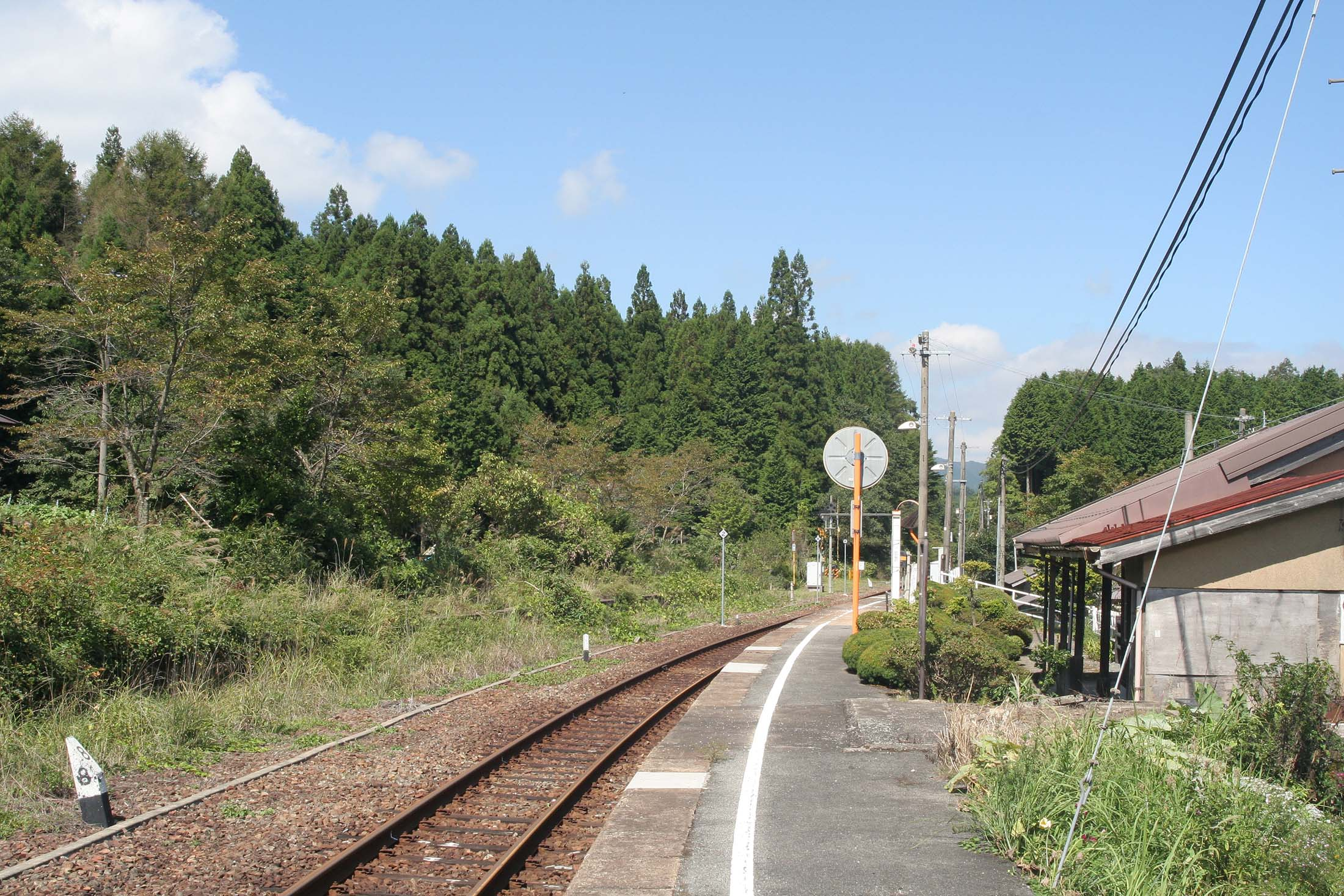
站內（2007年9月26日）

車站是一座地面車站，設有1面1線的單式月台，備後落合方向的列車會開啟右邊車門。此站曾經設有2面2線的相對式月台，現時站房對面的月台已經廢止。此站為著名的秘境車站。
此站是由新見站管理的無人車站。此站設有站房，沒有自動售票機等設備。前車站事務室已經改裝為消防車車庫。
車站地形為罕有的「谷中分水」的分水嶺。
在2011年前，車站西邊鄰接高尾原滑雪場，曾經有滑雪人士使用此站。在無人車站時期，於冬季的滑雪季節時，此站會有車站職員當值，也會設有供滑雪者臨時列車停靠此站。在月台設有休息處「高尾原山莊」、電梯和臨時售票處。在滑雪場關閉後，上述設施在2015年3月20日全部拆毀撤走，只剩下滑雪坡道。

## 使用狀況
以下為近年1日平均乘車人次列表。
| 年度               | 1日平均 乘車人次 | 參考資料    |
| ------------------ | ---------------- | ----------- |
| 1981年（昭和56年） | 16               |             |
|                    |                  |             |
| 2002年（平成14年） | 1                | [ 2 ]       |
| 2003年（平成15年） |                  |             |
| 2004年（平成16年） |                  |             |
| 2005年（平成17年） |                  |             |
| 2006年（平成18年） |                  |             |
| 2007年（平成19年） |                  |             |
| 2008年（平成20年） |                  |             |
| 2009年（平成21年） |                  |             |
| 2010年（平成22年） |                  |             |
| 2011年（平成23年） | 0                | [ 3 ]       |
| 2012年（平成24年） | 0                | [ 3 ]       |
| 2013年（平成25年） | 0                | [ 3 ]       |
| 2014年（平成26年） | 0                | [ 3 ] [ 4 ] |
| 2015年（平成27年） | 0                | [ 3 ]       |
| 2016年（平成28年） | 0                | [ 3 ]       |
| 2017年（平成29年） | 0                | [ 3 ]       |
| 2018年（平成30年） | 0                |             |

## 車站周邊
- 廣島縣道235號道後山停車場線（日语：広島県道235号道後山停車場線）
- 廣島縣道444號油木小奴可線（日语：広島県道444号油木小奴可線）
- 廣島縣道446號植木三坂線（日语：広島県道446号植木三坂線）
- 國道314號（日语：国道314号）

## 相鄰車站
西日本旅客鐵道（JR西日本）
 藝備線
■快速、■普通
小奴可－道後山－備後落合

## 注腳
1. ↑  中國新聞　1972年9月1日付
2. ↑  「飲食・小売の出店を科学する出店戦略情報局」之存檔數據
3. 1 2 3 4 5 6 7  國土數値情報 不同站的上下車人次數據
4. ↑   (PDF). 庄原市. 2016年3月  [2017-09-06]. （原始内容 (PDF)存档于2017-09-06） （日语）.

## 外部連結
- 道後山｜車站資訊：JR出門網 - 西日本旅客鐵道（日語）